# Conflicto de Adán y Eva con Satanás
El Conflicto de Adán y Eva con Satanás (también conocido como El Libro de Adán y Eva) es una obra extracanónica cristiana del siglo VI encontrada en idioma Ge'ez, traducida de un original árabe.
No forma parte del canon de ninguna iglesia.

## Ediciones y traducciones
Fue traducido por primera vez de la versión etíope Ge'ez al alemán por August Dillmann  y al inglés por Salomón César Malan de otra versión en alemán de Ernest Trumpp. La primera mitad de la traducción de Malan se incluye como el "Primer Libro de Adán y Eva" y el "Segundo Libro de Adán y Eva" en The Lost Books of the Bible and the Forgotten Books of Eden. El libro etíope se divide en secciones de diversa extensión, cada una de las cuales trata un tema diferente. 

## Contenido
Los libros 1 y 2 empiezan inmediatamente después de la expulsión del Jardín del Edén y terminan con el testamento y la traducción de Enoc. En el Libro 1 se pone gran énfasis en el dolor y la impotencia que siente Adán en el mundo fuera del jardín.
En el Libro 1, la serpiente castigada en Génesis intenta matar a Adán y Eva, pero es impedido por Dios, quien vuelve a castigar a la Serpiente dejándola muda y arrojándola a la India. Satanás también intenta engañar y matar a Adán y Eva varias veces. En uno de esos atentados contra sus vidas, lanza una piedra que termina rodeando a Adán y Eva. Dios finalmente los salva y compara este evento con la próxima Resurrección de Cristo. Dios también predice varios otros eventos bíblicos futuros, incluidos Noé y el diluvio.
En el Libro 2, los "hijos de Dios" que aparecen en Génesis 6:2 se identifican como los hijos de Set, y las "hijas de los hombres" como las mujeres descendientes de Caín que logró tentar a la mayoría de los setitas para que bajaran de su montaña y se unieran a los cainitas en el valle de abajo, bajo la instigación de Genun, hijo de Lamec. Este ''Genun'',  descrito como inventor de instrumentos musicales, parece corresponder al Jubal bíblico; sin embargo, también inventa armas de guerra. Los Cainitas, descendientes de Caín, el primer asesino, se describen como extremadamente malvados, propensos a cometer asesinatos e incesto. Después de seducir a los setitas, su descendencia se convierte en los Nefilim, los "valientes'' o ''héroes" de Génesis 6 que fueron destruidos en el diluvio, como también se detalla en otras obras como el Libro de Enoc y Jubileos.
Los libros 3 y 4 continúan con las vidas de Noé, Sem, Melquisedec, entre otros; hasta la destrucción de Jerusalén por Tito en el 70 d. C. Se menciona la genealogía desde Adán hasta Jesús, como en los Evangelios, pero también se incluyen los nombres de las esposas de cada uno de los antepasados de Jesús, lo cual es un detalle extremadamente raro.

## Origen textual
La Cueva de los Tesoros es una obra siríaca que contiene muchas de las mismas leyendas; de hecho, como señala Malan, en el Talmud, en el Corán y en otros textos de la antigüedad tardía se encuentra todo un conjunto de historias que se extienden sobre el Antiguo Testamento.

## Contradicción con la Biblia
- El Libro 1, Adán y Eva LXXVIII: 16[10] dice: "Entonces, al día siguiente, Adán dijo a su hijo Caín: Toma de tus ovejas, jóvenes y buenas, y ofrécelas a tu Dios; y hablaré con tu hermano para que presente a su Dios una ofrenda de trigo". Mientras que Génesis 4: 2-4 dice "Después dio a luz a Abel, hermano de Caín. Abel se dedicó a pastorear ovejas, mientras que Caín se dedicó a trabajar la tierra. Tiempo después, Caín presentó al Señor una ofrenda del fruto de la tierra. Abel también presentó al Señor lo mejor de su rebaño, es decir, los primogénitos con su grasa. Y el Señor miró con agrado a Abel y a su ofrenda".
- El Libro 2 tiene discrepancias con las vidas de los santos del Antiguo Testamento:  
  - Enós vivió 985 años (2.º. Adán y Eva XIV:4)[10] mientras que la Biblia dice que vivió 905 años (Génesis 5:11).
  - Mahalaleel vivió 870 años (2º Adán y Eva XVI:2)[11] mientras que la Biblia dice que vivió 895 años (Génesis 5:17).
  - Jared vivió 989 años (2º Adán y Eva XXI:13)[12] mientras que la Biblia dice que vivió 962 años (Génesis 5:20).